# Skenprocess
Skenrättegång eller skenprocess, justitiemord som döljs bakom vad som verkar vara en korrekt rättegång och juridiskt förfarande.